# Teratopora
Teratopora is een geslacht van vlinders van de familie spinneruilen (Erebidae), uit de onderfamilie Arctiinae.

## Soorten
- T. agramma Hampson, 1914
- T. haplodes Meyrick, 1889
- T. irregularis Hampson, 1900
- T. meteura Hampson, 1914
- T. nephelozona Meyrick, 1889
- T. plicata Hampson, 1914
- T. pura van Eecke, 1929
- T. unifascia Rothschild, 1912